# Scutarcopagia lingaefelis
Scutarcopagia lingaefelis is een tweekleppigensoort uit de familie Tellinidae. De wetenschappelijke naam is gepubliceerd in 1758 door Linnaeus in de tiende editie van Systema naturae.